# Sword of the Samurai
Sword of the Samurai è un videogioco di azione e strategia sviluppato e pubblicato dalla Micropose nel 1989 per la piattaforma DOS. Ambientato nel Giappone feudale durante il periodo Sengoku (l'età dei paesi in guerra), il gioco, che combina elementi di azione, strategia e ruolo, permette al giocatore di impersonare un samurai che, scalando le gerarchie, diverrà luogotenente hatamoto, poi daimyō e infine shōgun.
Il gioco ha avuto un remake su PlayStation 2 uscito in Giappone (noto come Kengo 2) ed Europa nel 2005.

## Modalità di gioco
Sono quattro le modalità di gioco:
- Una partita di campagna per l'unificazione del Giappone.
- Simulare un duello, a scelta tra un'esercitazione di kendō oppure un famoso duello nei panni di Miyamoto Musashi.
- Simulare una battaglia tra squadroni (sempre scegliendo tra due scenari) in un gameplay simile alla serie Total War.
- Affrontare (sempre scegliendo tra due scenari) una vasta ondata di nemici da solo, utilizzando l'arco e la spada.

Ognuna di queste modalità presenta 4 livelli di difficoltà: Tanto (facile), Wakizashi (intermedio), Katana (difficile) e No-dachi (molto difficile)
Scelto il livello di difficoltà dopo aver selezionato la campagna, si potrà selezionare una delle tante province del Giappone, ognuna con il proprio clan al quale apparterrà il giocatore. Si dovrà poi scegliere una delle quattro specialità tramandate dalla propria famiglia:
- Onore - favorito dalle gesta dei propri antenati, il giocatore godrà di altissimi onori, il che favorirà l'ascesa ai gradi più alti della gerarchia.
- Guerra - grazie alle sue eccezionali doti di strategia e tattica, il giocatore saprà destreggiarsi nell'arte della guerra contro avversari ben più numerosi.
- Spada - in seguito ad un intenso allenamento con le spade, il giocatore sarà più abile nei duelli, a prescindere dagli avversari.
- Terra - in merito alla sua esperienza nella gestione nelle coltivazioni, il giocatore godrà di terre molto vaste con le quali reclutare migliori soldati.

Nella prima fase del gioco, il giocatore inizia come vassallo di un hatamoto, o luogotenente, e compete per il posto assieme ad altri tre personaggi controllati dal computer, tutti diversi e distinti in base a numero di uomini, onore e dimensioni di terra. Stessa cosa, nella seconda parte del gioco, il giocatore, divenuto hatamoto, compete con altri tre personaggi, sempre controllati dal computer, per il posto di daimyō, il capo del clan al quale la provincia appartiene.
In queste prime due fasi, il giocatore, nella sua dimora, potrà scegliere di:
- reclutare altri samurai che andranno ad ingrossare i ranghi dell'esercito del giocatore, a patto che ci sia abbastanza terra per garantirne il reclutamento;
- donare un pezzo della propria terra ai monaci, aumentando però il proprio onore;
- chiedere terra dai contadini, garantendo migliori reclutamenti ma aumentando anche il rischio di ribellioni in casa propria;
- esercitarsi in un duello;
- allenare le proprie truppe in battaglia;
- ritirarsi dagli affari mondiali e lasciare il comando all'erede, a patto che si abbia raggiunto la vecchiaia e si abbia un erede adulto (questo perché una priorità assoluta è sposarsi e farsi una famiglia con appunto un erede);
- lasciare la propria dimora in viaggio verso una qualsiasi destinazione, cosa che è possibile fare:
  - da solo contro il destino (aumentando l'onore ricevuto ad ogni missione compiuta);
  - da solo travestito da rōnin (consentendo di compiere missioni segrete);
  - alla testa del proprio esercito (conveniente per aiutare il proprio signore o un proprio compagno).

Una volta usciti dalla propria dimora, sarà possibile viaggiare in tutto il Giappone, incontrando vari ostacoli, come imboscate, sfidanti o attacchi di ronin.
L'onore è una parte molto importante nel gioco, anzi forse la parte più importante:
- aiutando i propri compagni in qualsiasi modo (aiutandoli in battaglia o indicendo una cerimonia del tè) si otterrà un maggiore gradimento verso il soggetto interessato, oltre che un miglioramento all'onore personale;
- si otterrà onore anche compiendo missioni per il proprio signore, come difenderlo da un assassino, sconfiggere un rispettabile guerriero, eliminare un'ondata di nemici, sconfiggere un esercito invasore o attaccare la guarnigione di un forte nemico;
- sarà possibile, come detto prima, travestirsi da ronin e compiere missioni segrete, come prendere in ostaggio un familiare nemico o addirittura assassinare l'avversario; questa scelta è in genere rischiosa, dato che l'esposizione porta alla cattura e anche alla morte via il suicidio cerimoniale del seppuku;
- a prescindere da tutto l'onore guadagnato, se si tenta di eliminare il signore nemico senza successo, l'intera famiglia del giocatore verrà sterminata e il gioco finisce.

Una volta diventati damiyo, si passa alla terza e ultima parte del gioco. Non si potrà più girare liberamente per tutto il Giappone, ma sarà sempre possibile sfidare altri damiyo per il dominio su di esso. Ogni volta che si invade una provincia nemica (colorata di un colore diverso dal giocatore), ci sarà una piccola possibilità che l'avversario si arrenda come vassallo al giocatore (cosa invece molto più probabile per una provincia appartenente ad un clan indipendente), ma al più dei casi si passerà alla battaglia. In caso di vittoria, tutte le province appartenute all'avversario passeranno al giocatore. È molto importante difendere il proprio territorio dai nemici reclutando continuamente samurai, dato che adesso ci si concentrerà tutto sulla grandezza dell'esercito e sulle capacità strategiche e tattiche in battaglia. Se si viene invasi, è molto importante ottenere la vittoria, altrimenti il giocatore sarà costretto a chiedere fedeltà al vincitore, e la partita andrà perduta.
U una volta conquistate abbastanza province (ne serve un minimo di 24, tra cui quella di Omi, dove si trova la città imperiale di Kyoto), sarà possibile tentare di dichiararsi shogun, il che solitamente troverà disaccordo totale e provocherà un'alleanza tra tutti gli avversari rimasti in gioco. Se si ottiene la vittoria, il Giappone è riunito sotto lo stendardo del giocatore, e la partita termina con una vittoria finale.
A gioco finito, sarà possibile registrare il proprio punteggio, che viene calcolato a seconda:
- della grandezza dell'esercito (più grande è, meglio è)
- delle province possedute dal giocatore
- delle province possedute dagli avversari (minore il numero, meglio è)
- della vastità delle terre
- della presenza di un erede maschio
- dell'onore guadagnato in totale

In base a tutti questi fattori, il punteggio finale varierà da uno scioglimento dello shogunato alla morte dello shogun (ai livelli di Oda Nobunaga e Toyotomi Hideyoshi) fino a un regno secolare (come lo shogunato Tokugawa).

## Critiche
Nel 1990, il gioco è stato definito dalla Computer Gaming World come "un netto miglioramento di Pirates!, "antenato" del gioco"; questo grazie alla grafica, al sonoro, alle tante scelte fattibili prima e durante il gioco e all'accuratezza storica. Nel 1993, ha poi ricevuto un voto di 4 stelle su 5, considerato "quasi perfetto" nonostante abbia venduto meno di Pirates!.